# Naka-zima
Naka-zima är en ö i Antarktis. Den ligger i havet utanför Östantarktis. Norge gör anspråk på området.